# Храм Варвары Великомученицы на Варварке
Храм Свято́й Великому́ченицы Варва́ры на Варва́рке — приходской православный храм в Тверском районе Москвы. Относится к Иверскому благочинию Московской епархии Русской православной церкви.

## История
Храм во имя Варвары Великомученицы предположительно существовал ещё в XIV веке немного южнее современной церкви. В 1514 году под руководством итальянского зодчего Алевиза Нового было построено каменное здание. В 1796—1801 годах майор артиллерии Иван Барышников и московский купец первой гильдии, владелец крупного колокололитейного завода Николай Самгин (1750—1838) заказали новое здание церкви. Построил его архитектор Родион Казаков. В начале XIX века в церкви сначала пресвитером, а затем протоиереем состоял писатель Иоанн Кандорский.
Существует городская легенда, что в 1812 году французы использовали храм под конюшню. Но в силу его архитектурных особенностей: узких крутых лестниц, высокого цоколя — это просто невозможно было сделать. Здание сильно пострадало от мародёров и пожара и было восстановлено в 1820-х годах.
В 1920-х годах церковь была перестроена (разобран верхний ярус колокольни) и закрыта. В 1965—1967 годах, при благоустройстве территории около возведённой гостиницы «Россия», её отреставрировали, под руководством архитектора Георгия Макарова была восстановлена колокольня.
В 2007 году при археологических раскопках под храмом был обнаружен фундамент древней алевизовской церкви XVI века.
Очередная реставрация была проведена в 2014—2015 годах. Проект предусматривал восстановление облика храма 1880-х годов по сохранившемся фотографиям. В ходе работ была отреставрирована штукатурная поверхность фасадов, элементы лепного декора фасадов. На основе старых фотографий были воссозданы завершение колокольни и кресты.

## Святыни
В храме Варвары на Варварке хранилась часть перста Варвары с перстнем, перенесённая в церковь Иоанна Воина на Якиманке.

## Фотографии
- 2016 год
- 2017 год
- 2017 год
- 2018 год
- 2022 год
- 2024 год